# Isla Chata (Santa Cruz)
La isla Chata, perteneciente a Argentina, es una pequeña isla ubicada en el Departamento Deseado en la costa centro-norte de la Provincia de Santa Cruz. 

## Ubicación geográfica
Su situación geográfica es a 22 kilómetros al sur de la ciudad de Puerto Deseado, y a aproximadamente 1,7 kilómetros de la costa continental. Se encuentra en el extremo norte de la bahía del Oso Marino, y constituye un grupo de islas de dicha bahía junto con la Isla Pingüino, Blanca y Castillo. Sus dimensiones aproximadas son 900 metros en sentido norte-sur por 200 metros en sentido este-oeste.

## Descripción
Se trata de una isla rocosa que presenta restingas en sus costas y una pequeña cubierta sedimentaria.
Se observa la presencia de colonias reproductivas de pingüinos de Magallanes (Spheniscus magellanicus). También existen pequeñas colonias reproductivas de gaviotín de pico amarillo (Thalasseus sandvicensis) y gaviotin real (Thalasseus maximus ), escúa Parda (Catharacta antarctica), escúa Común (Stercorarius chilensis), y gaviota Cocinera (Larus dominicanus).
A su vez, se destaca la presencia de una importante colonia reproductiva del cormorán imperial (Phalacrocorax atriceps), una de las más grandes de la costa Patagónica. Además también existen una pequeña colonia de cormorán de cuello negro (Phalacrocorax magellanicus).

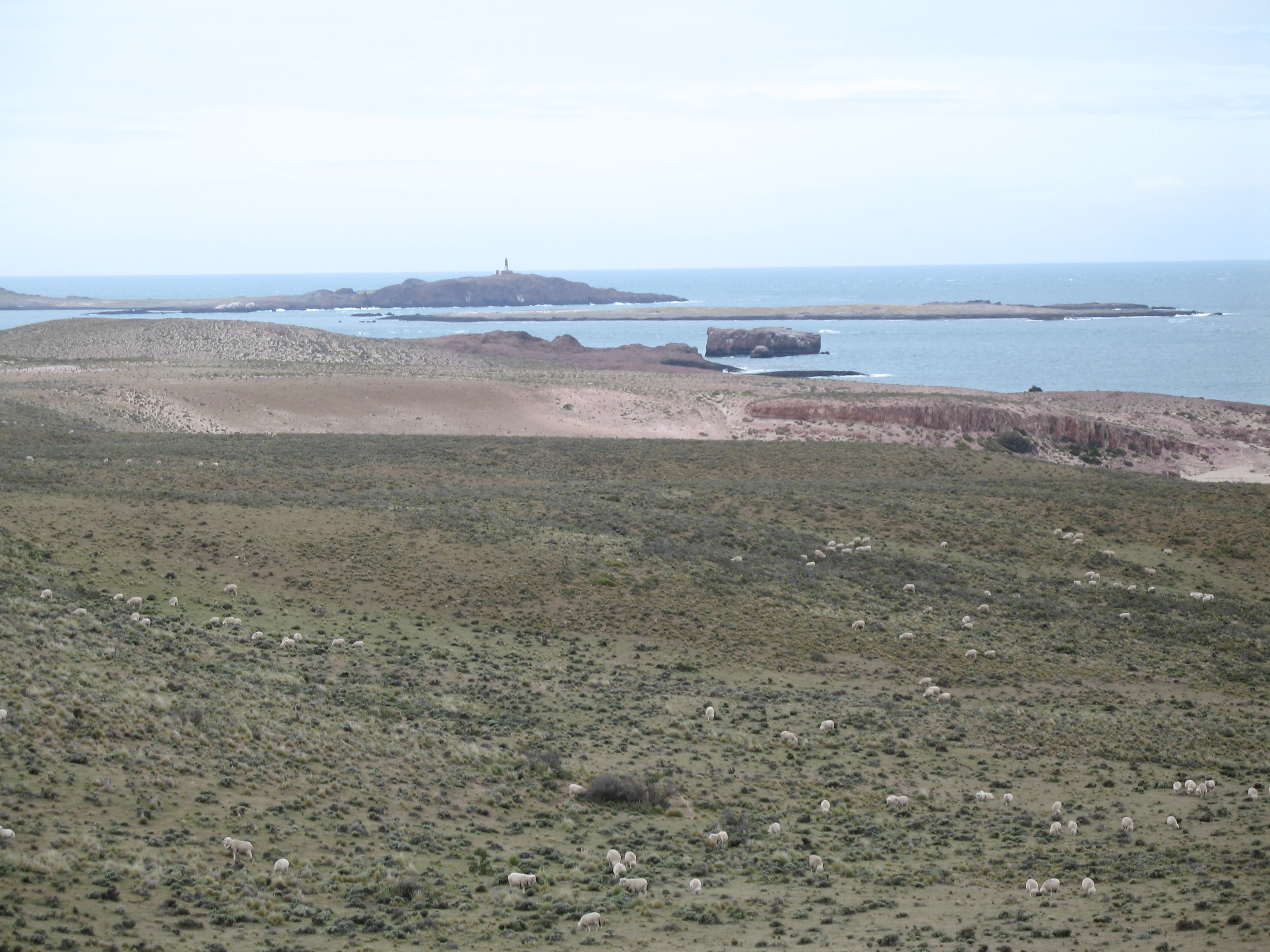
Vista hacia el norte de bahía del Oso Marino. Se observa al fondo la isla Pingüino, en el centro la isla Chata, y más cerca de costa la isla Castillo.

## Explotación del guano
A partir de las colonias de aves existentes en la isla Chata se han generado acumulaciones de guano. Se estima que podrían producirse hasta 300 toneladas por temporada. Estos materiales han sido explotados comercialmente durante la década de 1950. Hoy en día esta isla, junto con las islas Pingüino, Blanca y Castillo y la costa de bahía del Oso Marino constituyen una reserva Provincial a partir de la promulgación de la Ley de la Provincia de Santa Cruz (Argentina) 2274 del año 1992.